# Maxhamish Lake Park
Maxhamish Lake Park är en park i Kanada.   Den ligger i provinsen British Columbia, i den centrala delen av landet, 3 500 km väster om huvudstaden Ottawa. Maxhamish Lake Park ligger 438 meter över havet. Den ligger vid sjön Maxhamish Lake.
Terrängen runt Maxhamish Lake Park är platt. Trakten runt Maxhamish Lake Park är nära nog obefolkad, med mindre än två invånare per kvadratkilometer.. Det finns inga samhällen i närheten.
I omgivningarna runt Maxhamish Lake Park växer i huvudsak barrskog.